# 461 Ocean Boulevard
461 Ocean Boulevard és el segon àlbum d'estudi del músic britànic Eric Clapton, publicat per RSO Records al juliol de 1974. L'àlbum va marcar el retorn discogràfic de Clapton després del seu projecte Derek And the Dominos, i després de passar tres anys recuperant-se de la seva addicció a l'heroïna. El seu llançament va tenir lloc poc després que RSO publiqués el senzill «I Shot the Sheriff», estrenat al juliol del mateix any, que va arribar al número 1 dels Billboard Hot 100 nord-americans i al número 9 dels UK Singles Charts del Regne Unit, i va rebre la certificació d'or per la RIAA.
L'àlbum va arribar al número 1 del Billboard 200 dels Estats Units, i al número 3 dels UK Albums Charts del Regne Unit, i va rebre la certificació d'or per la RIAA. Es va llançar un segon senzill "Willie and the Hand Jive" que va arribar al número 26 del Billboard Hot 100.
Rolling Stone va situar l'àlbum al número 411 de la seva Llista dels 500 millors discs de tots els temps del 2012. L'àlbum també es va incloure al llibre de "1001 àlbums que heu de sentir abans de morir" de Robert Dimery.

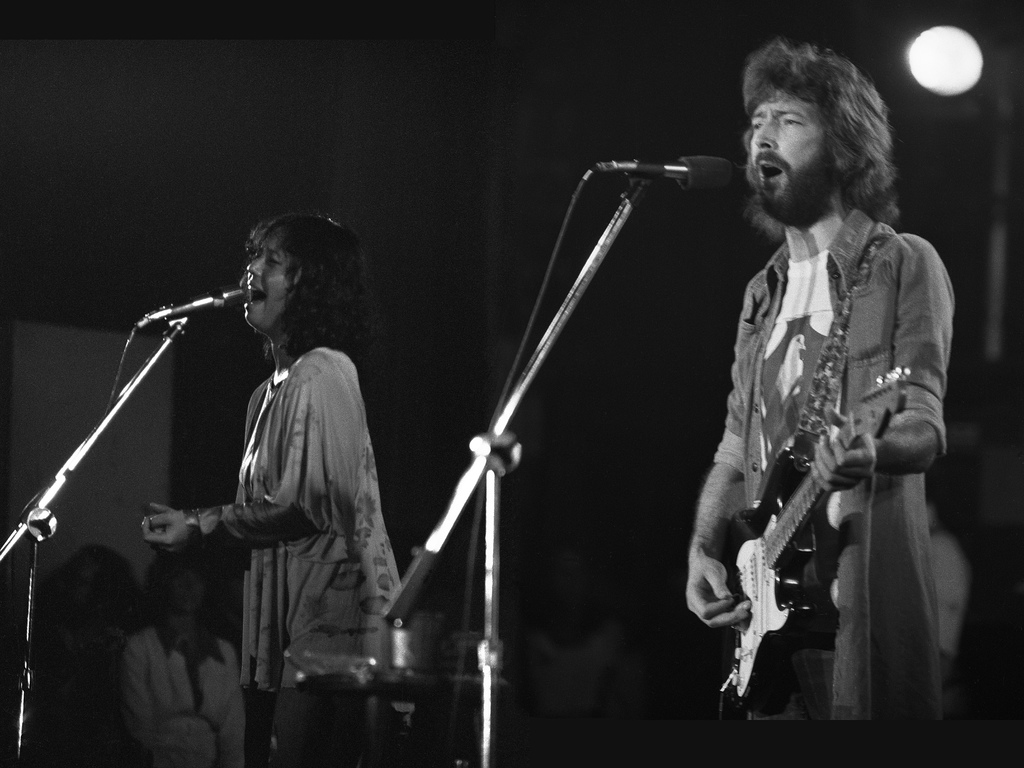
Eric Clapton i Yvonne Elliman al Swing Auditorium, San Bernardino, CA el 15 d'agost de 1975

## Crítiques musicals
El crític musical Robert Christgau va escriure per a la revista Creem: "Per molt improbable que sembli, Clapton s'ha convertit en una nova dimensió. Potser l'exploració més brillant de les capacitats metafòriques del country blues que s'han fet mai. Per desgràcia, la cara B va una mica suau. Però em conformaré amb dos àlbums en directe qüestionables si ens torna a donar un disc en solitari tan bo com aquest cada tres anys ". Destacava la honestedada de les cançons, i la veu dolça i seductora d'Yvonne Elliman. El va classificar amb una A-.
El 1974, el periodista Ken Emerson de Rolling Stone va fer notar el treball de guitarra i va criticar a Clapton per amagar-se darrere dels seus altres músics, a qui Emerson considerava amb menys capacitat que ell. Emerson també va qüestionar la decisió de Clapton de tocar un dobro a l'àlbum, però va destacar "Let It Grow". També va considerar els arranjaments de "Motherless Children" massa optimistes per a una cançó de caràcter tan fosc, i va trobar, al igual que li passava amb George Harrison, que en algunes cançons sonava massa trist.
En una crítica retrospectiva, Will Hermes també per a Rolling Stone, considerava el treball de Clapton el seu vol d'Icarus, un ambulatori on es va reconstruir a si mateix i la seva música després d'una ferotge addicció d'heroïna. Destaca totes les cançons i agraeix que no hi ha un excés de guitarra, convertint el blues rock relaxat en un curs magistral que fa venir esgarrifances.
En una revisió retrospectiva per a AllMusic, el crític Stephen Thomas Erlewine anomena l'àlbum com una "una sortida més estreta i més enfocada que permet a Clapton estirar-se instrumentalment. A més, les concessions pop de l'àlbum -la producció elegant, els temps de funcionament concisos- no desvirtuen els orígens arrelats del material" i afegeix que les "concessions pop a l'àlbum, a més de la producció elegant i els temps de funcionament concisos no menystenen els orígens arrelats del material " Finalitzant la seva crítica,considera que el disc "va establirva la plantilla dels àlbums de la dècada dels 70 amb una atmosfera relaxada, amable i una forta arrel de blues". Li va atorgarc quatre estrelles i mitja de cinc.
En una revisió retrospectiva de Uncut, Nigel Williamson va considerar que el disc era una alegre col·lecció que anava des de les alegre versions de “I Shot The Sheriff”i “Motherless Children” fins a una de les millor cançons mai escrites per Clapton, “Let It Grow”.
El crític Ryan Book, de The Music Times, destacava el brillant blues rock que destil·la tot l'àlbum. Eduardo Rivadavia, a Ultimate Classic Rock, destacava totes les cançons de l'àlbum, que "trafiquen amb suvavitat", i elogiava la feina de la resta de músics i del productor, Tom Dowd, que va ajudara a donar-li confiança a Clapton.

## Disseny de la portada
La portada és una fotografia de la casa a on vivia Eric Clapton mentre es va gravar el disc, a Ocean Boulevard a Golden Beach, Florida. L'adreça del carrer es va haver de canviar després de la publicació de l'àlbum a degut a què els fans acudien en peregrinació a la propietat.

## Llista de cançons
| 1. | «Motherless Children»      | 4:55 |
| 2. | «Give Me Strength»         | 2:51 |
| 3. | «Willie and the Hand Jive» | 3:31 |
| 4. | «Get Ready»                | 3:50 |
| 5. | «I Shot the Sheriff»       | 4:30 |

| 1. | «I Can't Hold Out»   | 4:10 |
| 2. | «Please Be with Me»  | 3:25 |
| 3. | «Let It Grow»        | 4:47 |
| 4. | «Steady Rollin' Man» | 3:14 |
| 5. | «Mainline Florida»   | 4:05 |

## Músics
- Eric Clapton – veu, guitarra, dobro
- George Terry – guitarra, veu de suport
- Albhy Galuten – sintetitzador, piano acústic, ARP, clavicord
- Dick Sims – teclats
- Carl Radle – baix
- Jamie Oldaker – bateria, percussió
- Al Jackson Jr. – Bateria a "Give Me Strength"
- Yvonne Elliman – veu, veu de suport
- Tom Bernfield – veu de suport

### Producció
- Tom Dowd – productor
- Bill Levenson – productor alDeluxe Edition
- Ron Fawcus – enginyer de so
- Andy Knight – enginyer
- Karl Richardson – enginyer
- Suha Gur – mastering
- Darcy Proper – mastering a Sterling Sound, Nova York
- Bob Defrin – Direcció d'art
- David Gahr – Fotògraf